# Ricard de Capmany i Roura
Ricard de Capmany i Roura   (Barcelona, 12 d'abril de 1871 - 31 d'agost de 1947) va ser un pintor i decorador modernista català.

## Biografia
Era fill del comerciant barceloní Jacint de Capmany i Bonfús i de Francesca Roura i Carnesoltes, germana de Maria Roura i Carnesoltes, la dona de l'arquitecte Lluís Domènech i Montaner. El juliol del 1898 es va casar amb Júlia de Montaner i Malató, filla de Ramon de Montaner i Vila, i hereva de l'editorial Montaner i Simón i també emparentada amb Domènech i Montaner. L'únic fill de la parella va ser el també pintor Ramon de Capmany i de Montaner.
Va ser comte de la Vall de Canet consort quan aquest títol, concedit pel rei Alfons XIII al seu sogre Ramon de Montaner i Vila, va passar a la seva dona a la mort d'aquest, el 1921.
Ricard de Capmany és conegut per haver decorat el bar Torino, un projecte de 1902 de Puig i Cadafalch en el que també participaren com a decoradors, Antoni Gaudí i Antoni Maria Gallissà.
La seva dona, Júlia de Montaner, va heretar el Castell de Santa Florentina que estava en un estat ruïnós i li varen encarregar la reforma a Domènech i Montaner. Capmany va intervenir de forma directa en la decoració del que havia de ser la seva casa, destacant especialment els vitralls amb escenes religioses i bona part de les estàtues.
Com a pintor, es dedicava al paisatgisme va presentar obres a les exposicions de Barcelona de 1894 al 1896.
Va estar molt vinculat a la vida social i cultural catalana, va ser un dels mecenes que impulsà l'Institut d'Estudis Catalans, va formar part de la junta de Museus de la Mancomunitat de Catalunya i fou el president del Reial Cercle Artístic de Barcelona l'any 1922.
Va morir el 31 d'agost de 1947, al Castell de Santa Florentina, a conseqüència d'una isquèmia progressiva.